# Homenetmen
Homenetmen (en arménien Հայ Մարմնակրթական Ընդհանուր Միութիւն (Հ.Մ.Ը.Մ.), « Union générale arménienne de culture physique », prononcé [homɛnetmɛn]) est une organisation pan-arménienne de la diaspora consacrée au sport et au scoutisme, et fondée en 1918 à Constantinople, avec de nombreuses branches au Moyen-Orient, en Europe, en Amérique et en Australie.

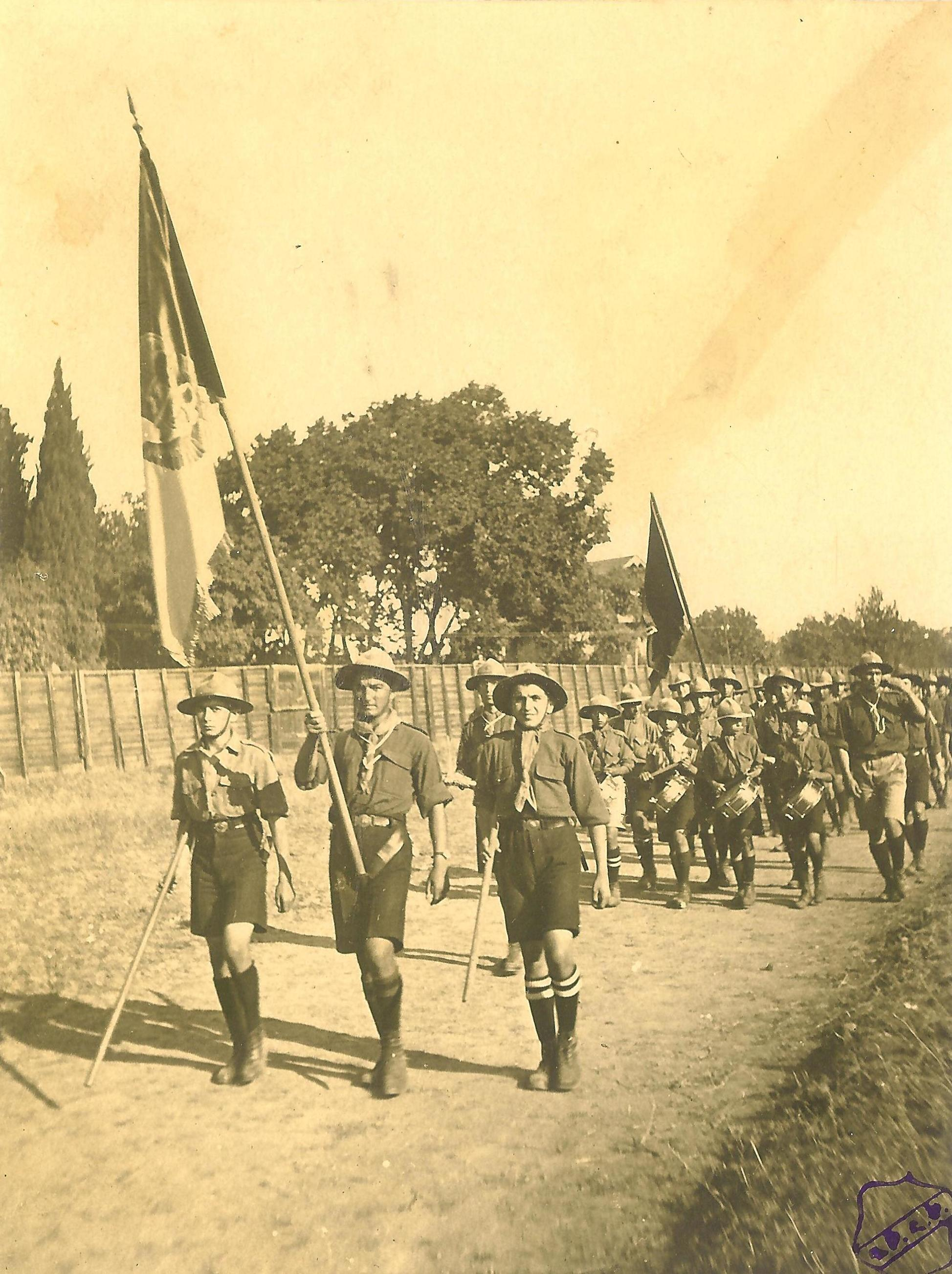
Premier défilé des scouts du Homenetmen à Constantinople (1918).